# John David Washington
John David Washington (Los Angeles, 28 juli 1984) is een Amerikaans acteur en voormalig footballspeler. Hij is de oudste zoon van acteur Denzel Washington.

## Biografie
John David Washington werd in 1984 geboren in Los Angeles als de zoon van acteur Denzel Washington en zangeres Pauletta Pearson. Hij is de oudste van vier kinderen.
Hij studeerde in Los Angeles aan Campbell Hall School, waar hij uitblonk in football, basketbal en atletiek. Nadien sloot hij zich in Atlanta (Georgia) aan bij Morehouse College, waar hij zich in de kijker speelde als running back.

## Carrière

### Als footballspeler
Washington speelde football voor Morehouse College. Tijdens de NFL Draft van 2006 werd hij door geen enkel team aangetrokken. Uiteindelijk sloot hij zich op 1 mei 2006 als vrije speler aan bij de St. Louis Rams. Eind augustus werd zijn contract stopgezet. Drie dagen later sloot hij zich aan bij het oefenteam van de Rams. In 2007 speelde hij ook even voor het NFL Europa-team Rhein Fire.
In augustus 2009 tekende hij bij de California Redwoods (later omgedoopt tot de Sacramento Mountain Lions), dat toen deel uitmaakte van de United Football League. Hij bleef voor het team spelen tot 2012, het jaar waarin de competitie werd opgedoekt.

### Als acteur
Op zevenjarige leeftijd had Washington een kleine bijrol in de film Malcolm X (1992) van regisseur Spike Lee. Zijn vader Denzel Washington vertolkte in die film het titelpersonage. 
Na zijn footballcarrière begon Washington opnieuw met acteren. In 2015 kreeg hij een hoofdrol in Ballers, een HBO-serie die zich afspeelt in de National Football League (NFL). 
Zijn grote doorbraak volgde in 2018. Dat jaar vertolkte hij het hoofdpersonage Ron Stallworth in de biografische misdaadfilm BlacKkKlansman. Het was zijn tweede samenwerking met regisseur Spike Lee. De rol leverde Washington een Golden Globe-nominatie op. Nadien werd hij gecast als hoofdrolspeler in de actiethriller Tenet (2020) van regisseur Christopher Nolan. In de film Beckett, een actiethriller uit 2021 die zich voornamelijk afspeelt in Griekenland, speelt hij de hoofdrol. De film is opvraagbaar via Netflix.